# Enicospilus noonai
Enicospilus noonai là một loài tò vò trong họ Ichneumonidae.